# Liste des ordinateurs à tubes à vide
Cet article contient la liste des ordinateurs à tubes à vide, par ordre de date d'entrée en service.
Un ordinateur à tubes à vide est un ordinateur dont l'unité arithmétique et logique est construite avec des tubes à vide. Ces ordinateurs ont été précédés par des machines construites avec des relais électromécaniques. Ils ont été suivis par des ordinateurs construits de transistors.
Les derniers ordinateurs de la liste contiennent parfois un mélange de tubes à vide et de transistors.

## Liste
| Ordinateur                                  | Date      | Notes |
| ------------------------------------------- | --------- | --- |
| Atanasoff–Berry Computer                    | 1942      | Première unité arithmétique et logique (ALU) numérique et électronique. Non programmable. |
| Colossus                                    | 1943      | Premier ordinateur électronique programmable. Non Turing-complet. Utilisation : cryptanalyse. Utilisé pour déchiffrer les machines de Lorenz durant la Seconde Guerre mondiale. Une réplique fonctionnelle est en démonstration chaque jour au National Museum of Computing au Bletchley Park. |
| ENIAC                                       | 1945      | Premier ordinateur électronique programmable et Turing-complet. Premier ordinateur électronique à fonctionner en mode programme enregistré (1948), avec certaines limites. |
| IBM SSEC                                    | 1948      | Ordinateur électromécanique, mais possédait aussi des tubes électroniques |
| IBM 604                                     | 1948      | Calculateur électronique programmable, permettait d'accélérer le traitement des tabulatrices en leur sous-traitant électroniquement les calculs alors réalisés électro-mécaniquement. |
| Small-Scale Experimental Machine (The Baby) | 1948      | Premier ordinateur à programme enregistré conçu en tant que tel. Prototype du Manchester Mark 1. Une réplique fonctionnelle est en démonstration chaque jour au Musée des Sciences et de l'Industrie à Manchester en Angleterre.                                                               |
| IBM CPC                                     | 1949      | |
| Manchester Mark I                           | 1949      | Version finalisée du SSEM. |
| CSIRAC                                      | 1949      | |
| EDSAC                                       | 1949      | Deuxième ordinateur électronique à programme enregistré conçu en tant que tel, et pleinement fonctionnel. Une réplique fonctionnelle est en construction au Bletchley Park. |
| BINAC                                       | 1949      | Premier ordinateur commercial. Conçu par Eckert et Mauchly, créateurs de l'ENIAC. Vendu à un seul exemplaire. |
| SEAC                                        | 1950      | |
| SWAC                                        | 1950      | |
| Magnetic Drum Digital Differential Analyzer | 1950      | |
| Harvard Mark III                            | 1950      | |
| Pilot ACE                                   | 1950      | Ordinateur conçu par Alan Turing. |
| Ferranti Mark 1                             | 1951      | Version commerciale du Manchester Mark 1, vendu à 9 exemplaires. |
| EDVAC                                       | 1951      | Théorisé en 1945 comme premier concept d'ordinateur à programme enregistré. Création de John Von Neumann. |
| Harwell Dekatron Computer                   | 1951      | Plus ancien ordinateur toujours en fonctionnement au monde. En démonstration chaque jour ouvert au National Museum of Computing de Bletchley Park. |
| Whirlwind                                   | 1951      | Premier ordinateur parallèle (16 bits) plutôt que série. Premier ordinateur à employer de la mémoire à tores magnétique. Prédécesseur du TX-0 et du DEC PDP-1. |
| UNIVAC I                                    | 1951      | Conçu par Eckert et Mauchly (ENIAC, BINAC). Premier ordinateur commercial fabriqué en grande série, vendu à 46 exemplaires. Premier ordinateur à succès commercial, utilisé dans les années 50 et 60 avec un exemplaire en fonctionnement jusqu'en 1970.                                       |
| ORDVAC                                      | 1951      | |
| LEO I                                       | 1951      | Construit par la chaîne de restaurants et de boulangeries J. Lyons and Co. Basé sur la conception de l'EDSAC. |
| Bull Gamma 3                                | 1952      | Premier ordinateur de la Compagnie Bull. Succès commercial vendu à plus de 1200 exemplaires, équipa les entreprises, université et centres de recherches des années 1950. |
| Remington Rand 409                          | 1952      | |
| Harvard Mark IV                             | 1952      | |
| Machine IAS                                 | 1952      | Conçu par John Von Neumann. |
| ILLIAC I                                    | 1952      | |
| MANIAC I                                    | 1952      | |
| IBM 701                                     | 1952      | Premier ordinateur scientifique commercialisé par IBM. |
| BESM-1, BESM-2                              | 1952      | |
| France SEA Fizeaugraphe                     | 1952      | |
| JOHNNIAC                                    | 1953      | |
| IBM 702                                     | 1953      | |
| UNIVAC 1103                                 | 1953      | |
| RAYDAC                                      | 1953      | |
| Strela computer                             | 1953      | |
| IBM 650                                     | 1954      | Premier ordinateur de gestion commercialisé par IBM. |
| IBM 704                                     | 1954      | |
| IBM 705                                     | 1954      | |
| BESK                                        | 1954      | |
| IBM NORC                                    | 1954      | |
| UNIVAC 1102                                 | 1954      | |
| DYSEAC                                      | 1954      | |
| CALDIC                                      | 1955      | |
| France SEA CAB 1011                         | 1955      | |
| France SEA CUBA                             | 1955      | |
| France SEA CAB 2020                         | 1955      | |
| English Electric DEUCE                      | 1955      | |
| ICT 1200 series                             | 1955      | |
| IBM RAMAC 305                               | 1956      | |
| Bull Gamma Extension Tambour                | 1956      | |
| Bendix G-15                                 | 1956      | |
| LGP-30                                      | 1956      | |
| UNIVAC 1103A                                | 1956      | |
| FUJIC                                       | 1956      | |
| Ferranti Pegasus                            | 1956      | |
| SILLIAC                                     | 1956      | |
| RCA BIZMAC                                  | 1956      | |
| Zuse Z22                                    | 1957      | |
| DASK                                        | 1957      | |
| Stantec Zebra                               | 1957      | |
| UNIVAC 1104                                 | 1957      | |
| Ferranti Mercury                            | 1957      | |
| IBM 610                                     | 1957      | |
| FACIT EDB 2                                 | 1957      | |
| MANIAC II                                   | 1957      | |
| MISTIC                                      | 1957      | |
| MUSASINO-1                                  | 1957      | |
| MMIF                                        | 1957      | MMIF ou la Machine mathématique IRSIA-FNRS, réalisée par une équipe financée par les institutions publiques belges IRSIA et FNRS, et construite à la Bell Telephone Mfg Co d'Anvers, à partir de 1952. En service à Anvers en 1957–1958, à Bruxelles en 1958–1959.                             |
| EDSAC 2                                     | 1958      | Premier ordinateur avec une unité de contrôle microprogrammée et une architecture bit slice. |
| IBM 709                                     | 1958      | |
| UNIVAC II                                   | 1958      | |
| UNIVAC 1105                                 | 1958      | |
| AN/FSQ-7                                    | 1958      | Le plus gros ordinateur à tubes à vide jamais construit. 52 ordinateurs de ce type ont été construits pour le Projet SAGE. |
| Ural series                                 | 1959–1964 | Ural-1 à Ural-4. |
| Ferranti Perseus                            | 1958      | |
| France SEA CAB 3030                         | 1958      | |
| France SNERI KL901                          | 1959      | |
| TIFRAC                                      | 1960      | |
| CER-10                                      | 1960      | |
| Philips Pascal                              | 1960      | |
| Sumlock ANITA calculator                    | 1961      | Calculatrice de table |
| UMC-1                                       | 1962      | |